# Иван Крилов (художник)
Иван Григориевич Крилов (на руски: Иван Григорьевич Крылов) е руски художник — живописец, работил в България.

## Биография
Дете е на украинеца Григорий Крилов, участник в Руско-турската война (1877-1878), който след 1878 г. живее в България като част от руската администрация, и на Дария Николаевна Крилова (?-1933). . 
Възпитаник е на руския живописец Аполинарий Васнецов, а по-късно на Художествено-индустриалното училище в София (1913-1917). Изкуството му се характеризира с рисуването на пейзажи с акварел и картини на руски теми.
През 1929 г. участва в създаването на Дружеството на руските художници в България. Избран е за негов първи председател и заема този пост от 1929 до 1934 г., когато е заменен от Евгений Ващенко. Негови творби са представяни на изложбите, организирани от дружеството, както и на Голямата изложба на руското изкуство в Белград през 1930 г. Работил като художник в Народния театър в София.
Негови произведения са в колекцията на цар Борис, български музеи и частни колекционери.  Не е ясен (засега) точният брой на самостоятелните изложби на художника, нито кога е била първата му изява. Обича да рисува планини. Организирал е изложба „Снежния Пирин“. 
Втората му самостоятелна изложба е през 1926 г. 
През 1927 г. представя трета самостоятелна изложба в Постоянната галерия в София. Във връзка с нея в. „Глобус“ (24.04.1927 г.) го определя като един от най-добрите акварелисти в България. Хр. Стратев в статията си „Акварелите на Ив.Крилов“ (в. „Развигор“, г. VI, бр. 254, 16.04.1927 г.) пише: „Може би времето ни взема всеки ден по малко от способността да се трогваме, да се радваме, да възклицаваме пред творенията на изкуството. Може би!... Не може леко да се погледне на делото на този художник. Защото личи как старателно е подреждал камъните („Рилско езеро“), които стоят без спойка, готови да паднат, или как оранжа забранява на червеното да навлезе в неговата територия („Залез“), без да позволят пак, на слънчевите лъчи да посребрят върха на който и да е рид или хълм… На г-н Крилов не му липсва чувство към хармония и приятно съчетаване на тоновете, особено изобилни при пейзажната живипис… „Замръзналото езеро“ е една от най-хубавите рожби на художника… Тази изложба е една значителна крачка напред от миналогодишната му“. 
Четвъртата му самостоятелна изложба е в началото на 1928 г. П.Киров в „Една художествена изложба“ („Глобус“, г. II, бр.30, 15.04.1928 г.) пише: „Отрадно впечатление прави на посетителя четвъртата по ред художествена изложба на Ив. Крилов. Влизаш в салона на изложбата и от пръв поглед те обмайват всички картини. Една омая те обзема и ти се почувстваш веднага заграден от планински храсти, обкичени със снежни топки. Чувстваш се сред вековните борове, от които лъха студения дъх на суровата зима. Почваш поотделно да разглеждаш всяка картина, като почнеш от „Заледения Искър“ (Рила), пред която забравяш, че си под сухата стряха на Картинната галерия. Сякаш чупиш леда, сковал големите камъни по брега на задрямалата река, след като си газил до над колене снега. Разглеждаш много картини все на същия зимен мотив, докато стигнеш „Розовата алея“. От постигнатото съвършенство на съчетание на боите се пренасяш в царството на розите и ги гледаш как всяка радостно те приветства с учтив поклон, подухвана от вечерния зефир, който ти поднася нейния сладък, упойващ мирис. Свидно се разделяш с тази картина. След това пак се редуват картини със зимен мотив: „Утро в Демир-Капия“, „Студеното дере“ и др., след което тръгваш по черноморския бряг: „Созополски бряг“, дето лодките спокойно стоят над синята вода и чакат търпеливо тласъка на лодкаря“; „Скали при Созопол“, на които сякаш застанал искаш да се огледаш в морското огледало. „Вал“ – морето, в дъното на картината незабелязано се сливат двете бездни – небето и водата, откъдето никне черната непрогледност, която предвещава буря и прокобна нощ. Струва ти се, че тук ходизонтът е скъсан и зад тоя воден гняв няма живот. Въобще всички картини са излезли под вещата ръка на художника, който майсторски съчетава боите-„Кечи Чукар“, „Чемберли“, в които, ако не преобладава синия оттенък, са най-сполучливите му работи. Г-н Крилов в миналите си изложби е изнасял и портрети, обаче като пейзажист е по-добър от портретист. За съжаление, както за миналите изложби, така и за тая, малко се писа. Благодарение на неговия изтънчен художествен усет и прецизното му постижение на онова, което рисува, той обеща още много работи да даде, макар и мнозина да го отминават мълком“. Хр. Стратев пише за нея в статията си „Акварелната изложба на г. Ив. Крилов“ (в. „Независимост“, г. VIII, бр. 2058, 31.03.1928 г.): „Четвърта по ред, тя ни показва един сигурен възход, към който върви художника. Някога смелите, но не толкова стоплени с живот пейзажи, макар говорещи за едно вярно виждане и опияняваща хармония, която крие природата, днес вече ви задържат дълго пред себе си. Вие чувствате предпролетния шепот на цветята, приказната теменужена вечер ви обгръща и изпълва сърцето Ви със сладка нега, а студените зимни пейзажи събуждат хиляди възторзи от ненагледните Витоша и Рила, които с такава любов са предадени от тоя влюбен в изкуството и природата художник. Не само тук: в сполучливото даване на ефектите на хармонизация на тоновете – се състои прогреса на Крилов, а в майсторското унищожение на плоскостта на картона, който изпраща погледа към далече извиващ се път и ви кара да търсите някъде хоризонта. С всичките качества, на един установен вече художник, със свое разбиране и виждане и майстор на акварела, ни налага да признаем, тая изложба на господина Крилова. Ние искрено го поздравяваме за големия успех и му отреждаме едно от най-добрите места в нашата живопис“. 
През март 1941 г. в изложбения салон „България“ е открита 14-ата  самостоятелна изложба на Иван Крилов, в която са представени акварелни пейзажи и натюрморти, рисувани академично („Вестник за жената“, г. ХХ, бр. 846, 12.03.1941 г.). Димитър х. Иванов пише за нея (Сп. „Дом и свят“, г. VII, бр. 8, април 1941 г.): „Обикновените професионални връзки с хората на изкуството Крилов не търси. В замяна на това той прекарва в покрайнините на София, устроил своя дом сред цветя, зеленина, открит простор. Да долавя последните през разните сезони и часове на деня и да ги пресътворява – е утеха и отмора за него. Градината, цветята в нея, близката околност на покрайнината, склоновете на близката Витоша и други наши планини, доста зимни изгледи са сюжетите на акварелните пейзажи, представени в изложбата. Тя е устроена в зала „България“ и приключи на 30.03.1941г.“.
Погребан е на 20.10.1948 г. в Централни гробища в София, парцел № 49, ред 10 гроб, 8а, в общ гроб със сестра си Маша Крилова-Кунева и съпруга й - поета Трифон Кунев.